# Heinrich Sư tử
Heinrich Sư tử (tiếng Đức: Heinrich der Löwe; 1129 – 6 tháng 8 1195 tại Braunschweig) thuộc dòng dõi quý tộc Welfen là công tước của Sachsen với tước hiệu Heinrich III từ năm 1142 cho tới 1180, và cũng là công tước của Bayern với tước hiệu Heinrich XII từ năm 1156 cho tới 1180.
Heinrich Sư tử là một trong những vương hầu Đức quyền lực nhất trong thời đại của ông, cho đến khi triều đại đối thủ Hohenstaufen thành công trong việc cô lập ông và cuối cùng tước đoạt các công quốc Bavaria và Saxonia của ông dưới thời trị vì của Hoàng đế Friedrich Barbarossa và con trai và người kế vị của Frederick là Heinrich VI. Ở đỉnh cao triều đại của mình, Heinrich Sư tử cai trị một vùng lãnh thổ rộng lớn trải dài từ bờ biển phía Bắc và biển Baltic đến dãy Alps, và từ Westphalia đến Pomerania. Heinrich Sư tử đạt được quyền lực to lớn này một phần nhờ sự nhạy bén về chính trị và quân sự và một phần nhờ di sản của các nhánh gia tộc bốn ông bà mình.
Heinrich Sư tử vào năm 1152 với tư cách là công tước của Sachsen đã góp phần quan trọng giúp người anh em họ Friedrich I Barbarossa được bầu làm vua. Vì vậy mà những năm sau đó ông ta được Barbarossa nâng đỡ. Chẳng hạn như vào năm 1156 Heinrich được thêm công quốc Bayern. Ở Bắc Đức ông ta có thể phát triển thế lực của mình tương tự như một nhà vua. Tuy nhiên ở Sachsen, phía Bắc của sông Elbe ông phải đối đầu với sự chống đối của những thành phần quý tộc ở đây. Để đền ơn sự nâng đỡ của Barbarossa, Heinrich lúc đầu đã tụ tập nhiều binh lính tham dự những cuộc hành quân ban đầu sang Ý. Tuy nhiên quan hệ này trở nên xấu đi khi vào năm 1176 Heinrich từ chối không hỗ trợ quân sự cho hoàng đế trước một cuộc chiến tranh sắp xảy ra chống lại liên hiệp các thành phố vùng Lombardia. Sau khi Barbarossa thua trận, chính sách Thượng Ý thất bại, và phải ký kết hòa bình với Giáo hoàng Alexanđê III, Heinrich Sư tử bị nhiều bá tước hợp lại lật đổ, và phải đi tỵ nạn tại Anh, nhiều năm sau đó mới có thể trở về.